# تيرسيا سمبسونيا
تيرسيا سمبسونيا (بالفارسية: ترزا سامپسونیا) (و. 1589 – 1668 م) هي مستكشفة إيرانية، ولدت في الدولة الصفوية، توفيت في روما، عن عمر يناهز 79 عاماً.